# موت أميرة (فلم)
موت أميرة (بالإنجليزية: Death of a Princess) هو فيلم وثائقي بريطاني، أنتجته شركة «أسوسيتيد تيليفجن» بالتعاون مع "WGBH-TV"، المتمركزتين في الولايات المتحدة الأمريكية. يتناول الفلم قصة حقيقية للأميرة السعودية مشاعل بنت فهد بن محمد آل سعود.

## قصة الفيلم
استوحي الفيلم من قصة إعدام الأميرة السعودية علناً في ساحة بالمملكة العربية السعودية بعد اعترافها بجريمة الزنا. يتصادف وجود صحفي بريطاني في الموقع يوم تنفيذ إعدام الأميرة (رميًا بالرصاص) ،والزاني بخمس ضربات على رقبته بالسيف، في ساحة رملية لاصطفاف السيارات عام 1978، ويلتقط صوراً لإعدام الشاب، وعندما تنشر الصور تثور ثائرة العالم. تثير الروايات المتضاربة حول اعتراف الأميرة بالجريمة ثلاث مرات في المحكمة فضول المخرج الذي يبدأ رحلة تقصي وقائع القصة عبر مقابلات مع شخصيات ذات صلة أو بلا صلة. يسافر ما بين يوركشاير لمقابلة الصحفي، ومن ثم يقابل المربية الألمانية التي سكنت المنزل مع الأميرة، ويسافر إلى بيروت في محاولة لمقابلة أحد من زملائها في الدراسة ليخبره رئيس الجامعة الأمريكية(هارولد هولشر) أنها لم تدرس في الجامعة أبدا. كل الشخصيات في الفيلم محورة وتتخذ مهنا وأسماء غير حقيقية لحماية الشخصيات الحقيقية التي هابت من كشف هويتها الحقيقية. أنتج هذا فيلم (الدراما الوثائقية) عام 1980م باللغة الإنجليزية وصور في مصر. قامت بدور الأميرة فيه الممثلة المصرية سوزان أبو طالب والتي غيرت اسمها على إثره إلى (سوسن بدر) بعدما أدرج اسمها وآخرين على قوائم المنع التي منعت أفلامهم من دخول السعودية وبالتالي صرفت عنهم المننجين المحليين. اكسب المنع الفنانة شعبية كبيرة بعد تهديدات ومحاولات للتعدي عليها في منزلها بحسب مجلة People الأسبوعية في عددها الصادر بتاريخ 29 ديسمبر 1980 والتي تخبر فيه أن سوزان أبو طالب تخطط للانتقال إلى لندن بعد غضب السعودية والدول العربية عليها لدور لا يتعدى 8 دقائق عن الأميرة السعودية. قام ببطولة الفيلم الممثل البريطاني بول فريمان ،بدور المخرج الصحفي كرستوف رايدر، وجودي بارفيت في دور المربية الألمانية، ومن مصر كذلك في أدوار صغيرة: محمد توفيق في دور الأمير محمد بن عبد العزيز،عبد الله محمود، سمير صبري، صلاح جاهين، تهاني راشد نبيل الحلفاوي وفنانون من لبنان.

## الخلفية
بعد ظهر يوم من الأيام الأخيرة من شهر يوليو [تموز] 1977م ـ أقتيدت الأميرة مشاعل بنت فهد بن محمد بن عبد العزيز آل سعود، حفيدة الأمير محمد بن عبد العزيز آل سعود إلى موقف سيارات قرب بناية الملكة في جدة وأرغمت على الركوع أمام كومة رمل. ثم أطلق الرصاص على رأسها وكان شاب يقف على مقربة يشاهد الشاب إعدام الأميرة قبل أن يعدم هو الآخر بقطع رأسه. وبعد ثلاث سنوات، أي في ربيع عام 1980، أذاع تلفزيون إيه.تي.في ATV في بريطانيا فيلما دراميا عن عمليتي الإعدام هاتين وعن محاولات صحفي التحقيق فيها، وسبب عرض هذا الفلم إساءة بالغة لل الملك خالد بن عبد العزيز آل سعود إلى درجة أنه طلب من بريطانيا سحب سفيرها من المملكة. وبعد أربعة أشهر من ذلك كان السفير قد عاد مرة أخرى إلى مكانه. هكذا كانت الحقائق الأساسية للقصة الدرامية الدولية المؤلمة التي استمرت لموسم حول ((موت أميرة)).

## جدال حول الفيلم
تسبب بث الفيلم علي قناة تليفزيونية بريطانية في أزمة في العلاقات بين بريطانيا والسعودية سحبت بموجبها السعودية سفيرها في لندن آنذاك، وطردت السفير البريطاني في الرياض وشنت حملة سعودية ضد بريطانيا. تدخلت شركات النفط مثل موبيل وأدانت الفيلم وصناعه في إعلان ضخم في جريدة نيويورك تايمز، ومورست الضغوط من قبل الحكومات لمنع عرض الفيلم. كما منعت السلطات السعودية وقتها المشاركين في الفيلم من دخول أراضيها واضطرت الممثلة الرئيسية إلى تغيير اسمها ليصير فيما بعد سوسن بدر بعد أن انصرف عنها المنتجون المتضررون من قوائم المنع.

## وصلات خارجية
- موت أميرة على موقع IMDb (الإنجليزية)
- موت أميرة على موقع قاعدة بيانات الفيلم (الإنجليزية)
- موت أميرة على موقع ليتربوكسد (الإنجليزية)
- موت أميرة على موقع كينوبويسك (الروسية)
- Death of a Princess - PBS Frontline (بالإنجليزية)
  - Full transcript